# Зофиполе (Малопольское воеводство)
Зофипо́ле (пол. Zofipole) — село в Польше в сельской гмине Иголомя-Вавженьчице Краковского повета Малопольского воеводства.

## География
Село располагается в 8 км от административного центра гмины Вавженьчице и в 21 км от административного центра воеводства города Краков. Около села проходит государственная дорога № 79.
В 1975—1998 годах село входило в состав Краковского воеводства.

## Население
По состоянию на 2013 год в селе проживало 493 человек.
| 2010 | 2013 |
| ---- | ---- |
| 486  | 493  |

| Перепись  | Всего   | Всего | Женщины | Женщины | Мужчины | Мужчины |
| --------- | ------- | ----- | ------- | ------- | ------- | ------- |
| Единицы   | человек | %     | человек | %       | человек | %       |
| Население | 493     | 100   | 242     |         | 251     |         |